# مارك أوكونور
مارك أوكونور (بالإنجليزية: Mark O'Connor)‏ (10 مارس 1963 في المملكة المتحدة - ) هو لاعب كرة قدم بريطاني في مركز الوسط. شارك مع منتخب جمهورية أيرلندا تحت 21 سنة لكرة القدم. أما مع النوادي، فقد لعب مع كوينز بارك رينجرز ونادي إكزتر سيتي ونادي بريستول روفيرز ونادي بورنموث ونادي غيلينغهام.

## وصلات خارجية
- مارك أوكونور على موقع قاعدة بيانات كرة القدم.إي يو (الإنجليزية)